# Silvana Koch-Mehrin
Silvana Koch-Mehrin (ur. 17 listopada 1970 w Wuppertalu) – niemiecka polityk i ekonomistka, posłanka do Parlamentu Europejskiego VI i VII kadencji.

## Życiorys
Studiowała historię i ekonomię na uczelniach w Hamburgu, Strasburgu i Heidelbergu. W 1998 obroniła doktorat poświęcony unii walutowej. Do 2004 prowadziła działalność w zakresie doradztwa, kierując założoną przez siebie firmą.
Należy do Wolnej Partii Demokratycznej. W 1999 zasiadła we władzach krajowych tej partii, a w 2004 do prezydium zarządu FDP. W 2002 powołano ją do zarządu Partii Europejskich Liberałów, Demokratów i Reformatorów.
W 2004 uzyskała po raz pierwszy mandat deputowanej do Parlamentu Europejskiego. W PE VI kadencji została wiceprzewodniczącą grupy Porozumienia Liberałów i Demokratów na rzecz Europy. W 2009 odnowiła go na kolejną kadencję. Została też wiceprzewodniczącą Europarlamentu VII kadencji. Z tej ostatniej funkcji zrezygnowała w 2011 w związku z zarzutami dotyczącymi jej pracy doktorskiej, co do której padły podejrzenia plagiatu. W tym samym roku władze Uniwersytetu w Heidelbergu odebrały jej stopień doktorski.
Została również działaczką jednej z organizacji pozarządowych przy Światowym Forum Ekonomicznym, a także charytatywnego stowarzyszenia SOS Wioski Dziecięce.